# Epiphragma (Epiphragma) ancistrum
Epiphragma (Epiphragma) ancistrum is een tweevleugelige uit de familie steltmuggen (Limoniidae). De soort komt voor in het Oriëntaals gebied.